# Анновка (Куюргазинський район)
А́нновка (рос. Анновка, башк. Анновка) — присілок у складі Куюргазинського району Башкортостану, Росія. Входить до складу Ленінської сільської ради.
Населення — 1 особа (2010; 2 в 2002).
Національний склад:
- росіяни — 50%
- чуваші — 50%